# Бериша, Бернард
Берна́рд Бери́ша (алб. Bernard Berisha; род. 24 октября 1991 года, Печ, СФРЮ) — косово-албанский футболист, полузащитник. Выступал за национальную сборную Косова.

## Карьера
Начал карьеру в клубе «Беса Печ», где провёл два сезона. Также отыграл два сезона в составе албанского клуба «Беса». 27 мая 2014 года подписал однолетний контракт со «Скендербеу». Дебютировал в матче квалификационного раунда Лиги Чемпионов 2014/15 против белорусского БАТЭ — вышел на поле в стартовом составе и был заменён на 60-й минуте матча. Матч был завершён со счётом 1:1, БАТЭ прошёл дальше благодаря правилу выездного гола. В своей следующей игре в составе клуба Бериша выиграл Суперкубок Албании, победив «Фламуртари» со счётом 1:0.
23 августа 2014 года дебютировал в Албанской Суперлиге, отыграв полный матч против «Эльбасани» на стадионе «Кемаль Стафа». Позже, в октябре, дебютировал в Кубке Албании в матче против «Химары». Сыграл в обеих встречах и забил по одному голу в каждой. «Скендербеу» прошёл дальше, победив с суммарным счётом 20:1.
В конце сезона 2014/15 продлил контракт со «Скендербеу» до 2017 года.

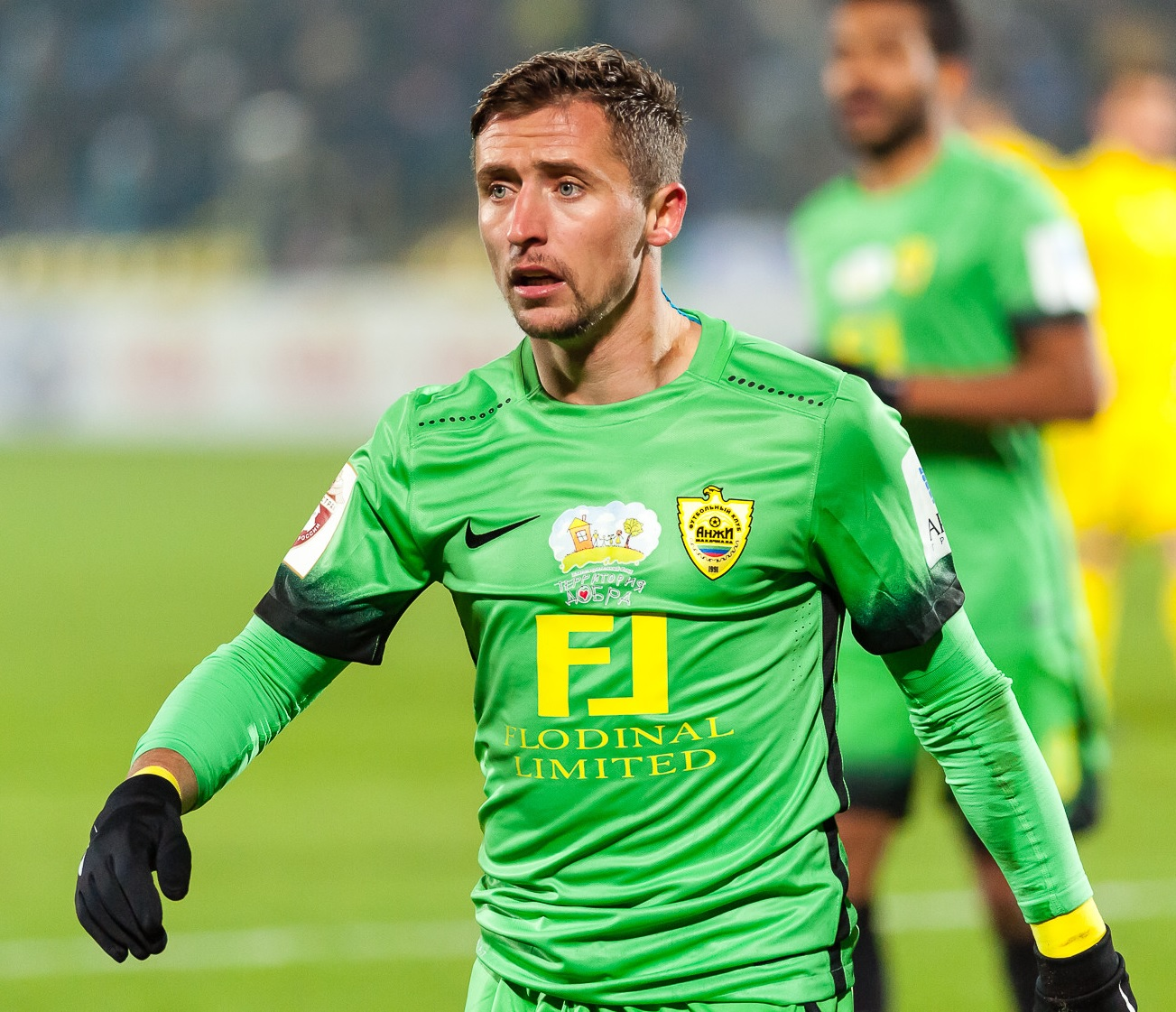
Бериша в составе «Анжи» в ноябре 2016 года

В январе 2016 года подписал контракт с махачкалинским «Анжи» на 3,5 года. Интерес к Берише также проявлял московский «Локомотив». 12 марта 2016 года забил первый мяч за «Анжи», поразив ворота «Урала» (2:4). Осенью 2016 года забил два мяча в ворота «Зенита» в Каспийске: 25 сентября с пенальти в матче чемпионата России (2:2), а 27 октября поучаствовал в разгроме в Кубке России (4:0).
26 декабря 2016 года грозненский «Терек» объявил о достигнутой договоренности с «Анжи» о переходе Бериши. 4 января 2017 года Бернард заключил контракт с новой командой на три с половиной года.. В «Тереке» Бериша выбрал номер «77». 8 апреля в матче 22-го тура с «Арсеналом» (3:1) забил первый гол за грозненцев, установив окончательный счёт во встрече на компенсированной минуте поединка.
14 июля 2019 года в первом туре чемпионата России 2019/20 забил в Грозном единственный мяч в ворота «Краснодара» (1:0). 31 августа 2019 года сравнял счёт на последней минуте в матче с «Тамбовом» в Грозном (1:1). Третий и последний мяч в чемпионате 2019/20 забил только 19 июня 2020 года в ворота «Крыльев Советов» в Самаре (4:2).
26 августа 2020 года в Москве забил победный мяч в ворота «Локомотива» (3:2). Этот гол стал 10-м для Бериши в чемпионатах России.
17 июля 2025 года контракт с «Ахматом» был расторгнут по соглашению сторон.

## Достижения
«Скендербеу»
- Чемпион Албании: 2014/15
- Обладатель Суперкубка Албании: 2014

## Статистика выступлений

### Клубная статистика
| Сезон            | Клуб             | Чемпионат           | Лига  | Лига | Кубки | Кубки | Еврокубки | Еврокубки | Прочие | Прочие | Всего | Всего |
| Сезон            | Клуб             | Чемпионат           | Матчи | Голы | Матчи | Голы  | Матчи     | Голы      | Матчи  | Голы   | Матчи | Голы  |
| ---------------- | ---------------- | ------------------- | ----- | ---- | ----- | ----- | --------- | --------- | ------ | ------ | ----- | ----- |
| 2012/13          | Беса             | Албанская Суперлига | 21    | 3    | 2     | 0     | —         | —         | —      | —      | 23    | 3     |
| 2013/14          | Беса             | Албанская Суперлига | 28    | 3    | 1     | 1     | —         | —         | —      | —      | 29    | 4     |
| Всего            | Всего            | Всего               | 49    | 6    | 3     | 1     | —         | —         | —      | —      | 52    | 7     |
| 2014/15          | Скендербеу       | Албанская Суперлига | 32    | 4    | 8     | 3     | 1         | 0         | —      | —      | 41    | 7     |
| 2015/16          | Скендербеу       | Албанская Суперлига | 17    | 4    | 2     | 0     | 12        | 2         | —      | —      | 31    | 6     |
| Всего            | Всего            | Всего               | 49    | 8    | 10    | 3     | 13        | 2         | —      | —      | 72    | 13    |
| 2015/16          | Анжи             | Премьер-лига        | 11    | 1    | —     | —     | —         | —         | 2      | 0      | 13    | 1     |
| 2016/17          | Анжи             | Премьер-лига        | 17    | 3    | 2     | 1     | —         | —         | —      | —      | 19    | 4     |
| Всего            | Всего            | Всего               | 28    | 4    | 2     | 1     | —         | —         | 2      | 0      | 32    | 5     |
| 2016/17          | Ахмат            | Премьер-лига        | 8     | 1    | —     | —     | —         | —         | —      | —      | 8     | 1     |
| 2017/18          | Ахмат            | Премьер-лига        | 23    | 1    | 1     | 0     | —         | —         | —      | —      | 24    | 1     |
| 2018/19          | Ахмат            | Премьер-лига        | 21    | 0    | 1     | 0     | —         | —         | —      | —      | 22    | 0     |
| 2019/20          | Ахмат            | Премьер-лига        | 22    | 3    | 3     | 1     | —         | —         | —      | —      | 25    | 4     |
| 2020/21          | Ахмат            | Премьер-лига        | 27    | 8    | 4     | 1     | —         | —         | —      | —      | 31    | 9     |
| 2021/22          | Ахмат            | Премьер-лига        | 13    | 1    | —     | —     | —         | —         | —      | —      | 13    | 1     |
| 2022/23          | Ахмат            | Премьер-лига        | 20    | 5    | 7     | 0     | —         | —         | —      | —      | 27    | 5     |
| 2023/24          | Ахмат            | Премьер-лига        | 12    | 1    | 5     | 0     | —         | —         | —      | —      | 17    | 1     |
| Всего            | Всего            | Всего               | 146   | 20   | 21    | 2     | —         | —         | —      | —      | 167   | 22    |
| Всего за карьеру | Всего за карьеру | Всего за карьеру    | 272   | 38   | 36    | 7     | 13        | 2         | 2      | 0      | 323   | 47    |

### В сборной
| Матчи и голы Бернарда Бериши за сборную Косова | Матчи и голы Бернарда Бериши за сборную Косова | Матчи и голы Бернарда Бериши за сборную Косова   | Матчи и голы Бернарда Бериши за сборную Косова | Матчи и голы Бернарда Бериши за сборную Косова | Матчи и голы Бернарда Бериши за сборную Косова | Матчи и голы Бернарда Бериши за сборную Косова |
| №                                              | Дата                                           | Место проведения                                 | Соперник                                       | Счёт                                           | Голы                                           | Соревнование                                   |
| ---------------------------------------------- | ---------------------------------------------- | ------------------------------------------------ | ---------------------------------------------- | ---------------------------------------------- | ---------------------------------------------- | ---------------------------------------------- |
| 1                                              | 10 октября 2015                                | Городской стадион, Приштина                      | Экваториальная Гвинея                          | 2:0                                            | —                                              | Товарищеский матч                              |
| 2                                              | 13 ноября 2015                                 | Городской стадион, Приштина                      | Албания                                        | 2:2                                            | —                                              | Товарищеский матч                              |
| 3                                              | 3 июня 2016                                    | Фольксбанк Штадион Франкфурт, Франкфурт-на-Майне | Фареры                                         | 2:0                                            | —                                              | Товарищеский матч                              |
| 4                                              | 5 сентября 2016                                | Веритас, Турку                                   | Финляндия                                      | 1:1                                            | —                                              | Квалификация ЧМ 2018                           |
| 5                                              | 6 октября 2016                                 | Лоро Боричи, Шкодер                              | Хорватия                                       | 0:6                                            | —                                              | Квалификация ЧМ 2018                           |
| 6                                              | 9 октября 2016                                 | Стадион Краковии, Краков                         | Украина                                        | 0:3                                            | —                                              | Квалификация ЧМ 2018                           |
| 7                                              | 24 марта 2017                                  | Лоро Боричи, Шкодер                              | Исландия                                       | 1:2                                            | —                                              | Квалификация ЧМ 2018                           |
| 8                                              | 11 июня 2017                                   | Лоро Боричи, Шкодер                              | Турция                                         | 1:4                                            | —                                              | Квалификация ЧМ 2018                           |
| 9                                              | 5 сентября 2017                                | Лоро Боричи, Шкодер                              | Финляндия                                      | 0:1                                            | —                                              | Квалификация ЧМ 2018                           |
| 10                                             | 9 октября 2017                                 | Лаугардалсвёллур, Рейкьявик                      | Исландия                                       | 0:2                                            | —                                              | Квалификация ЧМ 2018                           |
| 11                                             | 13 ноября 2017                                 | Олимпийский стадион Адем Яшари, Митровица        | Латвия                                         | 4:3                                            | —                                              | Товарищеский матч                              |
| 12                                             | 24 марта 2018                                  | Жан Роллан, Франконвиль                          | Мадагаскар                                     | 1:0                                            | —                                              | Товарищеский матч                              |
| 13                                             | 29 мая 2018                                    | Летцигрунд, Цюрих                                | Албания                                        | 3:0                                            | —                                              | Товарищеский матч                              |
| 14                                             | 21 марта 2019                                  | Фадиль Вокри, Приштина                           | Дания                                          | 2:2                                            | —                                              | Товарищеский матч                              |
| 15                                             | 10 октября 2019                                | Фадиль Вокри, Приштина                           | Гибралтар                                      | 1:0                                            | —                                              | Товарищеский матч                              |
| 16                                             | 6 сентября 2020                                | Фадиль Вокри, Приштина                           | Греция                                         | 1:2                                            | 1                                              | Лига наций УЕФА 2019/2020                      |
| 17                                             | 11 ноября 2020                                 | Эльбасан Арена, Эльбасан                         | Албания                                        | 1:2                                            | —                                              | Товарищеский матч                              |
| 18                                             | 15 ноября 2020                                 | Стожице, Любляна                                 | Словения                                       | 1:2                                            | —                                              | Лига наций УЕФА 2020/2021                      |

Итого: 18 матчей / 1 гол; eu-football.info.